# Copiad
| Årets häst         |              |                    |
| 1993               | 1994         | 1995               |
| Ina Scot           | Copiad       | Ina Scot           |
| Kjell P. Dahlström | Erik Berglöf | Kjell P. Dahlström |

Copiad, född 2 juli 1989 i Väse i Värmlands län, död 19 oktober 2012 i Väse i Värmlands län, var en svensk varmblodig travhäst. Han tränades och kördes av Erik Berglöf vid Färjestadstravet under början av 1990-talet. Han anses vara en av de bästa svenska travhästarna genom tiderna. Han hade under en period världsrekordet på 1000-metersbana med tiden 1.10,7 över sprinterdistans. Han sprang in 15,9 miljoner kronor på 81 starter varav 50 segrar, 9 andraplatser och 6 tredjeplatser. Han utsågs till "Årets Häst" 1994.
Segrarna i Elitloppet 1994 och 1995 är Copiads största meriter, där duellen mot den amerikanska stjärnan Pine Chip i 1994 års upplaga rankas som ett av de mest spännande ögonblicken i svensk travhistoria. Han är den enda svenskfödda häst som vunnit Elitloppet två gånger. Andra stora segrar togs i Breeders' Crown (1993), Finlandialoppet (1994), Oslo Grand Prix (1994, 1995), Nordiskt Mästerskap (1994), Årjängs Stora Sprinterlopp (1994), Preis der Besten (1995) och Olympiatravet (1995, 1996).
Copiads främsta egenskaper var löphuvudet och hårdheten. Han ville bara springa och det var ofta full fart hela vägen. Trots det stod han pall för de många tuffa loppen tack vare sitt starka psyke. De egenskaperna tillsammans med snabbhet och styrka gjorde Copiad till en av världens bästa hästar.

## Karriär
Debuten som skedde på hemmabanan Färjestad i september 1992 slutade med en galopp. Copiad som var en mycket osäker häst varvade galopper med oerhörda upphämtningar. Galopperna kom sig av den överenergi som han hade. Första segern kom sedan i andra loppet på Sundbyholmstravet i Eskilstuna. I slutet av treåringssäsongen visade så Copiad att han var något extra när han efter en stor startgalopp svarade för en otrolig upphämtning och enkelt vann sitt första V65-lopp tillsammans med sin tränare och kusk Erik Berglöf.
Som 4-åring, 1993, vann Copiad Gran Premio Unire Consiglio där han mötte den europeiska eliten. 1993 var också det år då V65 ersattes av V75 och i premiärloppet vann Copiad. Senare på året vann han även Axel Jensens Minneslopp på Bjerke. Han var aldrig anmäld till de största årgångsloppen i Sverige men han vann semifinal och final i Breeders Crown som fyraåring.
Copiad avslutade karriären sommaren 1996 efter överträningssymptom. Han gjorde sista starten den 23 juli 1996 i Hugo Åbergs Memorial på Jägersro, där han slutade oplacerad efter att ha galopperat. Efter tävlingskarriären verkade han som avelshingst på Alebäcks Stuteri. I oktober 2003 blev han inte längre godkänd som avelshingst på grund av otillräckliga resultat av avkommorna. Han godkändes igen den 7 mars 2006. Hans vinstrikaste avkomma är Lukas Lupin (1999), som sprang in 4,1 miljoner kronor på 133 starter.
Den 19 oktober 2012 dog den då 23-årige Copiad i Väse utanför Karlstad i Värmlands län, på samma gård där han föddes.
Han valdes in i Travsportens Hall of Fame sommaren 2015.

## Större segrar i urval
| År   | Lopp                          | Kusk         | Lopptyp |
| ---- | ----------------------------- | ------------ | ------- |
| 1993 | Breeders' Crown, 4 åriga      | Erik Berglöf | Grupp 1 |
| 1993 | Gran Premio Unire Consiglio   | Erik Berglöf | -       |
| 1994 | Finlandialoppet               | Erik Berglöf | Grupp 1 |
| 1994 | Färjestads Jubileumslopp      | Erik Berglöf | -       |
| 1994 | Elitloppet (1994)             | Erik Berglöf | Grupp 1 |
| 1994 | Årjängs Stora Sprinterlopp    | Erik Berglöf | Grupp 1 |
| 1994 | Gran Premio Vittorio Di Capua | Erik Berglöf | Grupp 2 |
| 1994 | Nordiskt Mästerskap           | Erik Berglöf | -       |
| 1994 | Oslo Grand Prix               | Erik Berglöf | Grupp 1 |
| 1994 | Momarken Grand Prix           | Erik Berglöf | Grupp 1 |
| 1995 | Olympiatravet                 | Erik Berglöf | Grupp 1 |
| 1995 | Elitloppet (1995)             | Erik Berglöf | Grupp 1 |
| 1995 | Oslo Grand Prix               | Erik Berglöf | Grupp 1 |
| 1995 | Preis der Besten              | Erik Berglöf | Grupp 1 |
| 1996 | Olympiatravet                 | Erik Berglöf | Grupp 1 |